# 로앤오더
《로앤오더》(Law & Order→법과 질서)는 1990년 9월 13일부터 2010년 5월 24일까지 NBC에서 방영된 범죄, 법률 드라마이다. 2010년 시즌 20을 방영하고 종료하였으며, 이것은 미국 최장 기록이다. 에미상 작품상에 11년 연속 후보에 최장 연속 후보 지명 기록을 기록하고 있으며, 1995년에 작품상을 수상했다. 또한, 《성범죄수사대: SVU》과 같은 많은 스핀오프 작품이 있다. 영국에서는 《런던 특수수사대》로 리메이크 되었다.
한국에서는 2008년 폭스채널에서 로앤오더-범죄 전담반이라는 제명으로 방영되었다.